# Psapharochrus pigmentatus
Psapharochrus pigmentatus là một loài bọ cánh cứng trong họ Cerambycidae.